# Boguslaw von Radziwill

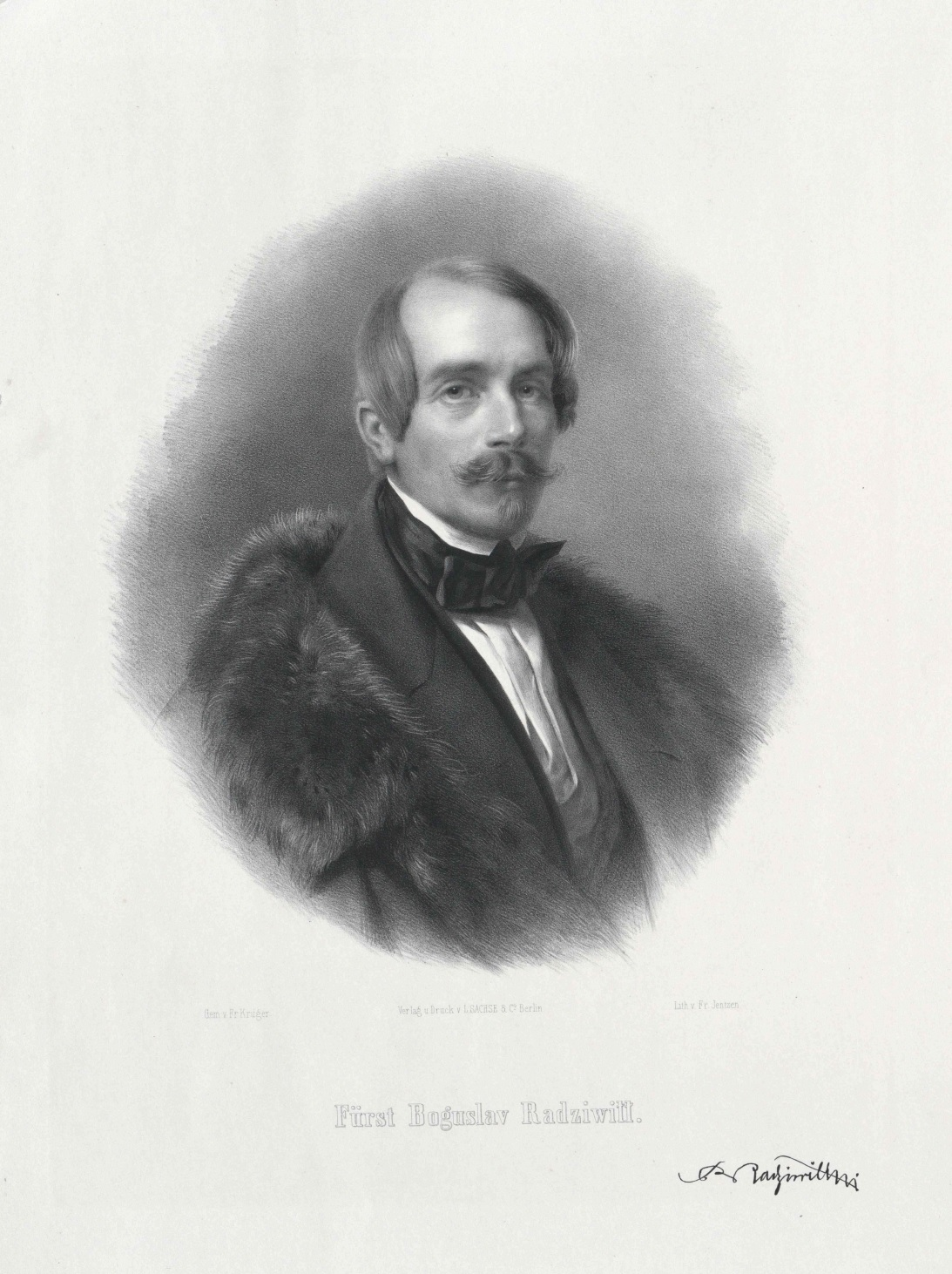
Bogusław Fryderyk Radziwiłł

Boguslaw Fürst von Radziwill, vollständig Boguslaw Fryderyk Wilhelm Ludwik Mariusz Ferdynand August Radziwill, (* 3. Januar 1809 in Königsberg; † 2. Januar 1873 in Berlin) war Angehöriger des polnisch-preußischen Fürstenhauses Radziwill, preußischer Generalleutnant und später Berliner Kommunalpolitiker.

## Leben
Boguslaw war ein Sohn von Anton Heinrich von Radziwill und dessen Ehefrau Louise, geborene Prinzessin von Preußen. Im Beisein des gesamten preußischen Hofes und von König Friedrich Wilhelm III. wurde Radziwill in Königsberg getauft.
Radziwill trat in den preußischen Militärdienst ein. Er bekleidete 1828 den Rang eines Sekondeleutnants und schied 1836 als Kapitän aus. Er diente im 1. Garde-Regiment zu Fuß. Im Jahr 1840 erhielt er den Charakter als Major und 1870 wurde er zum Generalleutnant à la suite ernannt.
Im Jahr 1832 heiratete Radziwill Leontyna Gabriela Gräfin von Clary und Aldringen. Das Paar hatte zusammen acht Kinder. Darunter waren Ferdinand und Edmund. Radziwill war Großgrundbesitzer. Nach dem Tod des Vaters 1833 wurde der Besitz unter dessen beide Söhne aufgeteilt. Boguslaw bekam Olyka in Wolhynien in der heutigen Ukraine zugesprochen. In Preußen besaß er unter anderem Schloss Antonin.
Nach dem Ausscheiden aus dem Militärdienst war er vor allem karitativ, sozial und politisch tätig. Der Berliner Stadtverordnetenversammlung gehörte er über Jahrzehnte an. Er war Dezernent für das Armenwesen beim Berliner Magistrat. Als einer der führenden Mitglieder der katholischen Hedwigsgemeinde in Berlin hat er in den 1840er Jahren maßgeblich zur Gründung des ersten katholischen Krankenhauses in der Stadt beigetragen.
Im Jahr 1847 gehörte er der Herrenkurie des Vereinigten Landtages an. In den frühen 1850er Jahren war er Mitglied des Erfurter Unionsparlaments. Seit 1854 gehörte er dem Herrenhaus als erbliches Mitglied an. Auch dem Provinziallandtag der Posen gehörte Radziwill an. Politisch stand er der entstehenden Zentrumspartei nahe.
1854 wurde Radziwill Ehrenmitglied des Katholischen Lesevereins Berlin, jetzt KStV Askania-Burgundia Berlin, der ersten Verbindung des KV.
In seinen Erinnerungen beklagte Otto von Bismarck den Radziwill’schen Einfluss auf König Wilhelm I. und die Einrichtung der katholischen Abteilung im geistlichen Ministerium, dies hätte den schnellen Fortschritt der polnischen Nationalität auf Kosten der Deutschen in Posen und Westpreußen verstärkt. Der eigentliche Träger des Radziwill'schen Einflusses, so Bismarck, war Fürst Bogislaw, der auch als Stadtverordneter von Einfluss in Berlin gewesen wäre. Bei diesem und seinem Sohn Ferdinand flössen polnische und römisch-clericale Interessen zusammen. Der Leiter der katholischen Abteilung Adalbert Kraetzig im Kultusministerium war früher Bediensteter bei Radziwill gewesen und Bismarck meinte, er sei noch immer so gut wie ein Radziwill’scher Leibeigener. Diese Argumentation vom Zusammengehen des polnischen Nationalismus mit dem Ultramontanismus diente Bismarck im Nachhinein als eine Begründung für den Kulturkampf.